# Blastema
I Blastema sono un gruppo musicale rock italiano, formatosi a Forlì nel 1997.

## Storia del gruppo
I Blastema nascono nel 1997 tra i banchi di scuola superiore.
Nel 2005 partecipano a "Sanremo Rock", festival musicale organizzato a Ravenna.
Nel 2009 suonano all'Arezzo Wave e l'anno seguente all'Heineken Jammin Festival per Rock TV.
Il 9 aprile 2010, esce l'album Pensieri illuminati, distribuito dall'etichetta Halidon. Il tour che ne seguì fece anche tappa al festival musicale Woodstock 5 Stelle organizzato il 26 settembre 2010 a Cesena dal blog di Beppe Grillo.
Nel settembre del 2011 vengono scoperti tramite YouTube da Luvi De André e in breve tempo firmano un contratto discografico con Nuvole Production, etichetta fondata da Fabrizio De André e Dori Ghezzi.
Il 1º maggio 2012 suonano al Concerto del Primo Maggio.
Il 14 luglio tornano a suonare all'Arezzo Wave.
Il 16 ottobre pubblicano il secondo album, Lo stato in cui sono stato, prodotto da Nuvole e distribuito da Sony Music.
Nel 2013 partecipano al Festival di Sanremo 2013, nella sezione "Giovani" con il brano Dietro l'intima ragione, grazie al quale si classificano quarti.
Durante l'estate 2013 sono di supporto al tour italiano degli Skunk Anansie ed all'unica data italiana dei Beady Eye a Pistoia Blues.
Il 30 ottobre 2015 esce Tutto finirà bene, terzo album studio prodotto da Ostile Records. Durante il seguente tour il gruppo apre diversi concerti dei Marlene Kuntz . 
Sul finire del 2022 la band, dopo quasi 7 anni di silenzio, annuncia di essere al lavoro su un nuovo disco.
"Il tempo che verrà" - il nuovo disco dei Blastema - è uscito il 15 Marzo 2025 a mezzanotte al termine della data di presentazione al Vidia Club di Cesena.

## Formazione

### Formazione attuale
- Matteo Casadei - voce
- Alberto Nanni - basso, cori
- Marco Ravaioli - chitarra, cori
- Marco Briganti - synthpad, piano

### Membri storici
- Michele Gavelli - pianoforte, synth
- Luca Marchi - basso, chitarra
- Maicol Morgotti - batteria
- Luca Agostini - basso
- Daniele Gambi - batteria
- Peter Negretti - chitarra
- Filippo Pantieri - piano
- Mario Rivalta - basso
- Fabio Biondi - batteria

## Discografia

### Album studio
- 2010 - Pensieri illuminati (Halidon)
- 2011 - Pensieri Illuminati / Reissue (Halidon)
- 2012 - Lo stato in cui sono stato (Nuvole, Sony Music)
- 2013 - Lo stato in cui sono stato / Repack (Nuvole, Sony Music)
- 2015 - Tutto finirà bene (Ostile Records)
- 2025 - Il tempo che verrà (Blastema)

### EP
- 2003 - Senza titolo[15]
- 2007 - EP 2
- 2025 - ITCV EP. 1
- 2025 - ITCV EP. 2
- 2025 - ITCV EP. 3
- 2025 - ITCV EP. 4

### Singoli
- 2007 - Thc
- 2010 - Pensieri illuminati
- 2010 - Spero ci sia
- 2012 - Synthami
- 2012 - Tira fuori le spine
- 2013 - Dopo il due
- 2013 - Dietro l'intima ragione
- 2013 - Sole tu sei
- 2014 - I morti
- 2015 - Orso bianco [16]
- 2015 - Tutto finirà bene
- 2016 - Asteroide [17]